# 필동 (영화)
"필동"은 2018년에 개봉한 대한민국의 영화이다. 

## 캐스팅
- 조세린 : 주니 역
- 차지원 : 주니 역
- 김형일 : 황상수 역
- 민준호 : 이키마스 역
- 길태호 : 최성춘 역
- 박정우 : 상상속의 역
- 최성춘 : 이슬 꽃집 여자 역
- 김선준 : 독거노인 역
- 김형욱 : 게이 1 역
- 박선규 : 게이 2 역
- 바스키아 : 미용사 역
- 김형일 : 아빠 역
- 유연우 : 지니 / 아름 역
- 박진호 : 만강 오빠 역
- 강재훈 : 재식 역
- 최지영 : 식당여주인 역
- 이상경 : 김석호 역
- 배보경 : 금미니 역
- 조민기 : 명희 역
- 김영 : 남자친구 역